# 川原亜由美
川原 亜由美（かわはら あゆみ、7月22日 - ）は、日本の女性声優。以前はカレイドスコープに所属していた。長崎県出身。

## 出演作品

### ゲーム
2006年
- この宇宙にきらめく君の詩xxx（ダン、ダナ、アリー）

### 吹き替え
- トランスモーファーリターンズ（コリンズ、ルシアス、カーナビ）
- RUDDI（アイノ）

### ドラマCD
- シュラキ

### ラジオ
- 純子と涼のアシタヘストライク!（インフォマーシャル）